# شکست (زمین‌شناسی)

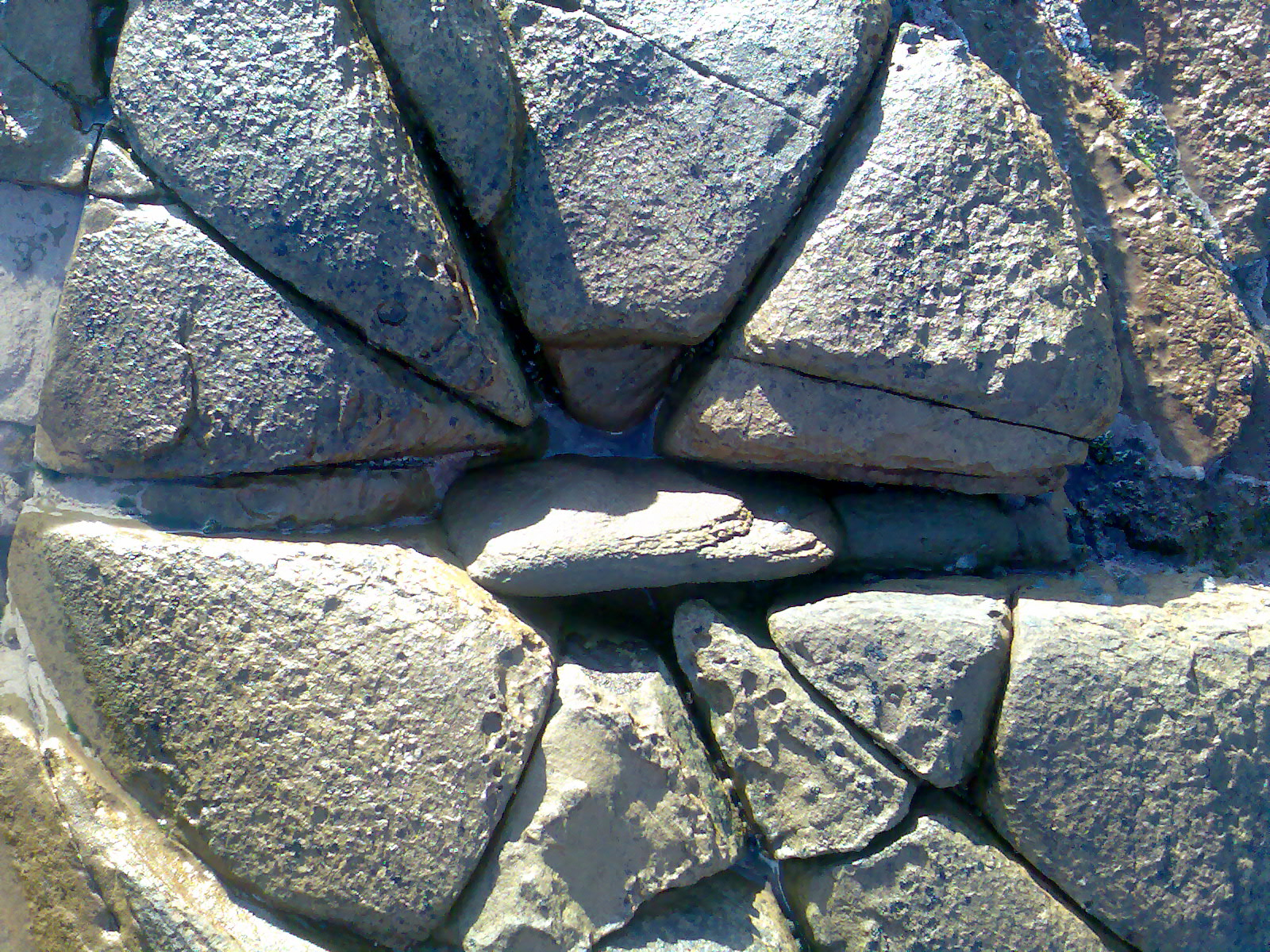
شکست هادر یک سنگ، ساز و کاری اند برای تغییرشکل تُرد در برابر تنش وارده.

در علم زمین‌شناسی منظور از شکست، هر گونه جداسازی در سازند مواد است مانند درزه یا گسل که سنگ‌ها را به دو یا چند بخش، تقسیم می‌کند. گاهی یک شکست می‌تواند شکافی عمیق در سنگ ایجاد کند. شکست هنگامی پدید می‌آید که تنش وارده از مقاومت سنگ بالاتر رود در نتیجه سنگ از ضعیف‌ترین لایه‌های خود دچار شکست می‌شود. شکست‌ها می‌توانند عامل ایجاد نفوذپذیری برای جابجایی سیال (مانند آب یا هیدروکربن) در سنگ‌ها شوند. سنگ‌هایی که دچار شکست‌های گوناگون شده‌اند می‌توانند یک سفره آب زیرزمینی یا یک مخزن نفتی شوند چون هم نفوذپذیری کافی و هم پوکی کافی دارند.